# Valdecolmenas de Arriba
Valdecolmenas de Arriba es una localidad del municipio conquense de Los Valdecolmenas, en la Comunidad Autónoma de Castilla-La Mancha (España). 
La iglesia está dedicada a Nuestra Señora de la Asunción.

## Localidades limítrofes
Confina con las siguientes localidades:
- Al noreste con Cuevas de Velasco y Villar del Maestre.
- Al sur con Villar del Horno.
- Al oeste con Pineda de Gigüela.
- Al noroeste con Valdecolmenas de Abajo.

## Demografía
| Gráfica de evolución demográfica de Valdecolmenas de Arriba entre 1842 y 1970 |
| |
| Población de derecho según los censos de población del INE Población de hecho según los censos de población del INEEn este censo se denominaba Valdecomenas de Arriba: 1842 Entre el censo de 1981 y el anterior, este municipio desaparece porque se agrupa en el municipio Los Valdecolmenas |

Evolución de la población
| Gráfica de evolución demográfica de Valdecolmenas de Arriba entre 2000 y 2017 |
|                                                                               |
| Población de derecho (2000-2017) según el padrón municipal del INE            |

## Historia
Así se describe a Valdecolmenas de Arriba en el tomo XV del Diccionario geográfico-estadístico-histórico de España y sus posesiones de Ultramar, obra impulsada por Pascual Madoz a mediados del siglo XIX:

Villa con ayuntamiento en la provincia, diócesis y partido judicial de Cuenca (5 leguas), audiencia territorial de Albacete (20), y capitanía general de Castilla la Nueva (Madrid 20). Situada en el hondo de una vega, y rodeada de riscos; clima algo frío, bien ventilado y propenso a enfermedades. Consta de 50 casas de mala construcción, distribuidas en calles limpias; la escuela de primeras letras está dotada con 6 fanegas de trigo; para surtido del vecindario hay una fuente a corta distancia de la población; la iglesia parroquial, bajo la advocación de Nuestra Señora de la Asunción, está servida por un cura de entrada y de provisión ordinaria. El término confina con el de Valdecolmenas de Abajo, Villar del Horno, Villarejo de la Peñuela y Villar del Maestre. El terreno es quebrado y medianamente productivo, y en especial la parte de vega, la cual riega un pequeño arroyo. Los caminos son locales y en mal estado. Producciones: trigo, cebada, centeno, avena, mucha hortaliza, vino y frutas; hay caza de liebres, perdices y conejos. Industria: la agrícola y un alambique. Comercio: la venta del sobrante de sus productos y la importación de algunos artículos de consumo diario. Población: 44 vecinos, 175 almas. Capital productivo: 609.840 reales. Imponible: 30.492. El presupuesto municipal asciende a 600 reales, y se cubre con los arbitrios de puestos públicos y demás.
Diccionario geográfico-estadístico-histórico de España y sus posesiones de Ultramar